# São Miguel do Araguaia (ort)
São Miguel do Araguaia är en ort i Brasilien.   Den ligger i kommunen São Miguel do Araguaia och delstaten Goiás, i den centrala delen av landet, 400 km nordväst om huvudstaden Brasília. São Miguel do Araguaia ligger 336 meter över havet och antalet invånare är 18 809.
Terrängen runt São Miguel do Araguaia är platt.
Omgivningarna runt São Miguel do Araguaia är huvudsakligen savann. Runt São Miguel do Araguaia är det mycket glesbefolkat, med 4 invånare per kvadratkilometer.